# Макс-Поль Фуше
Макс-Поль Фуше́ (фр. Max-Pol Fouchet; 1 травня 1913 , Сен-Вааст-ла-Уг — 22 серпня 1980, Аваллон) — французький поет, прозаїк, мистецтвознавець і тележурналіст.

## З біографії
Після Першої світової війни Макс-Поль Фуше разом із батьками переїхав до Алжиру, де відвідував ліцей Ош (Lycée Hoche). Його однокласником був Альбер Камю. Фуше закінчив середню школу в 1930 році і 1939 року заснував журнал Fontaine, який став літературним центром руху Опору в Алжирі. Після Другої світової війни він мандрував світом і згодом, разом із П'єром Дегропом (1918—1993) і П'єром Дюмає (1923—2011), став одним із піонерів культурного телебачення з літературною телепрограмою «Чтиво для всіх» (Lectures pour tous, 1953—1968) та іншими культурними програмами, такими як «Лінія життя» (Le Fil de la vie) і «Земля мистецтв» (Terre des Arts, 1964—1974). Його поезію, опубліковану з 1936 року, було зібрано в 1961 році в томі Таємниця залишається («Demeure le secret», останнє видання — Actes Sud, Арль, 2008). В останнє десятиліття свого життя він публікував оповідання та романи. З 1957 року Фуше мав друге помешкання у Везле. Він помер від інсульту в 1980 році і був похований на кладовищі Везле.

## Твори

### Тревелоги, мистецтвознавство, музична критика
- Les peuples nus. Corrêa, Paris 1953.
- Terres indiennes. Clairefontaine, Lausanne 1955.
- L'art amoureux des Indes. Gallimard, Paris 1957.
- Portugal des voiles. Clairefontaine, Lausanne 1959.
- L'Art à Carthage. G. Fall, Paris 1962.
- Nubie, splendeur sauvée. Clairefontaine, Lausanne 1965.
- Liban. Lumière des siècles. Clairefontaine, Lausanne 1967.
- Lire Rembrandt. Les Éditeurs français réunis, Paris 1970.
- Les Nus de Renoir. Clairefontaine, Lausanne 1974.
- (mit Robert Doisneau) Le Paris de Robert Doisneau et Max-Pol Fouchet. Les Éditeurs français réunis, Paris 1974.
- Corot. H. Scrépel, Paris 1975.
- Gauguin. H. Scrépel, Paris 1975.
- Helman. Éditions Cercle d'art, Paris 1975. (Robert Helman, 1910—1990)
- Eloges de Sidi Bou Saïd. Cérès, Tunis 1975.
- Wifredo Lam. Éditions Cercle d'art, Paris 1976.
- Bertholle. Éditions le Sphinx, Paris 1979. (Jean Bertholle, 1909—1996)
- Joseph Haydn, sa vie, ses œuvres. 1979. (Audio-Kassette)
- François Couperin, sa vie, ses œuvres. 1982. (Audio-Kassette)
- Victor Hugo, imagier de l'ombre. Actes Sud, Arles 1985. (mit Zeichnungen von Victor Hugo)
- Baudelaire annonçait l'art d'aujourd'hui suivi de A quoi sert la poésie? La renaissance du livre, Tournai 2001.

### Романи та оповідання
- Les évidences secrètes. 1972. (оповідання)
- La rencontre de Santa-Cruz. Grasset, Paris 1976. (роман)
- La relevée des herbes. Grasset, Paris 1980. (роман)
- Histoires pour dire autre chose. Grasset, Paris 1980. (роман)